# Савка (Росія)
Са́вка (рос. Савка, чув. Савкка) — присілок у складі Ібресинського району Чувашії, Росія. Входить до складу Новочурашевського сільського поселення.
Населення — 47 осіб (2010; 38 у 2002).
Національний склад:
- чуваші — 100 %